# Trevor Carrick
Trevor Carrick (* 4. Juli 1994 in Stouffville, Ontario) ist ein kanadischer Eishockeyspieler, der seit Juli 2024 wieder bei den Charlotte Checkers aus der American Hockey League unter Vertrag steht und dort auf der Position des Verteidigers spielt. Sein älterer Bruder Sam Carrick sowie sein Cousin Bobby Hughes sind ebenfalls professionelle Eishockeyspieler.

## Karriere
Carrick verbrachte seine Juniorenzeit bis zum Sommer 2011 in den unteren kanadischen Juniorenspielklassen der Provinz Ontario, unter anderem in Markham und seiner Geburtsstadt Stouffville. Zur Saison 2011/12 wurde der Verteidiger von den Mississauga St. Michael’s Majors aus der Ontario Hockey League verpflichtet. Nach Abschluss seiner ersten Spielzeit in der OHL, in der er ins Second All-Rookie Team der Liga berufen worden war, wurde Carrick im NHL Entry Draft 2012 in der vierten Runde an 115. Stelle von den Carolina Hurricanes aus der National Hockey League ausgewählt. Da Carricks Team im Verlauf der Sommerpause den Beinamen wechselte, spielte er fortan für die Mississauga Steelheads. Diesen blieb er weitere eineinhalb Jahre bis zum Januar 2014 treu. Bereits wenige Wochen zuvor war er von den Hurricanes für die Saison 2014/15 verpflichtet worden. Durch das absehbare Ende seiner Juniorenkarriere versuchte Carrick durch den Wechsel zu den Sudbury Wolves doch noch einen Titel zu gewinnen, was allerdings nicht gelang.
Mit Beginn der Spielzeit 2014/15 wurde der 20-jährige Kanadier von den Hurricanes bei ihrem Farmteam, den Charlotte Checkers, in der American Hockey League eingesetzt. Dort stand er die gesamte Saison – wie auch die folgende – im Kader. Zu seinem NHL-Debüt kam Carrick im Verlauf der Saison 2015/16, als er zwei Spiele für Carolina absolvierte. Zudem nahm er in diesem Spieljahr am Spengler Cup 2015 teil, den er mit dem Team Canada gewann, und absolvierte zudem das AHL All-Star Classic. Nachdem der Abwehrspieler auch die komplette Saison 2016/17 in der AHL verbracht hatte, gehörte er dennoch zu den elf Spielern, die die Carolina Hurricanes vor dem NHL Expansion Draft 2017 vor der Auswahl durch die Vegas Golden Knights schützten. Kurz vor dem Draft hatte Carrick seinen auslaufenden Vertrag um ein Jahr verlängert. Der Durchbruch in der NHL war ihm aber auch in seinem vierten und fünften Profijahr nicht vergönnt, in dem er nur zwei weitere Male in der nordamerikanischen Eliteklasse eingesetzt wurde und weiterhin zum Stammpersonal der Checkers gehörte. Mit den Checkers gewann er am Ende der Saison 2018/19 den Calder Cup.
Im August 2019 wurde Carrick im Tausch für Kyle Wood an die San Jose Sharks abgegeben, bei denen er direkt einen neuen Zweijahresvertrag unterzeichnete. Diesen erfüllte er jedoch nicht in San Jose, da die Sharks ihn im Januar 2021 im Tausch für Jack Kopacka an die Anaheim Ducks abgaben. Kopacka wiederum schickten die Sharks direkt nach Ottawa, um letztlich Christián Jaroš zu erhalten. Bei den Ducks war er bis zum Ende der Saison 2021/22 aktiv, schloss sich dann im Juli 2022 als Free Agent den Tampa Bay Lightning an, bevor er im Juli 2023 abermals als Free Agent zu den Ducks zurückkehrte. Anschließend unterzeichnete er im Juli 2024 einen auf die AHL beschränkten Vertrag bei den Charlotte Checkers, sodass er zu seinem früheren Arbeitgeber zurückkehrte.

## Erfolge und Auszeichnungen
| - 2012 OHL Second All-Rookie Team - 2015 Spengler-Cup-Gewinn mit dem Team Canada - 2016 Teilnahme am AHL All-Star Classic - 2019 Teilnahme am AHL All-Star Classic | - 2019 Calder-Cup-Gewinn mit den Charlotte Checkers - 2025 Teilnahme am AHL All-Star Classic - 2025 AHL Second All-Star Team |

## Karrierestatistik
Stand: Ende der Saison 2023/24
(Legende zur Spielerstatistik: Sp oder GP = absolvierte Spiele; T oder G = erzielte Tore; V oder A = erzielte Assists; Pkt oder Pts = erzielte Scorerpunkte; SM oder PIM = erhaltene Strafminuten; +/− = Plus/Minus-Bilanz; PP = erzielte Überzahltore; SH = erzielte Unterzahltore; GW = erzielte Siegtore; 1 Play-downs/Relegation; Kursiv: Statistik nicht vollständig)